# アメリカブナ
アメリカブナ（学名:Fagus grandifolia）は、ブナ科の落葉性広葉樹の一種である。高さ20～35ｍになる落葉高木で、カナダ南東部から、アメリカ合衆国のフロリダ州やテキサス州東部にかけてのアメリカ東海岸に自生する。メキシコ中央部に分布するメキシコブナは、亜種とされることもある。

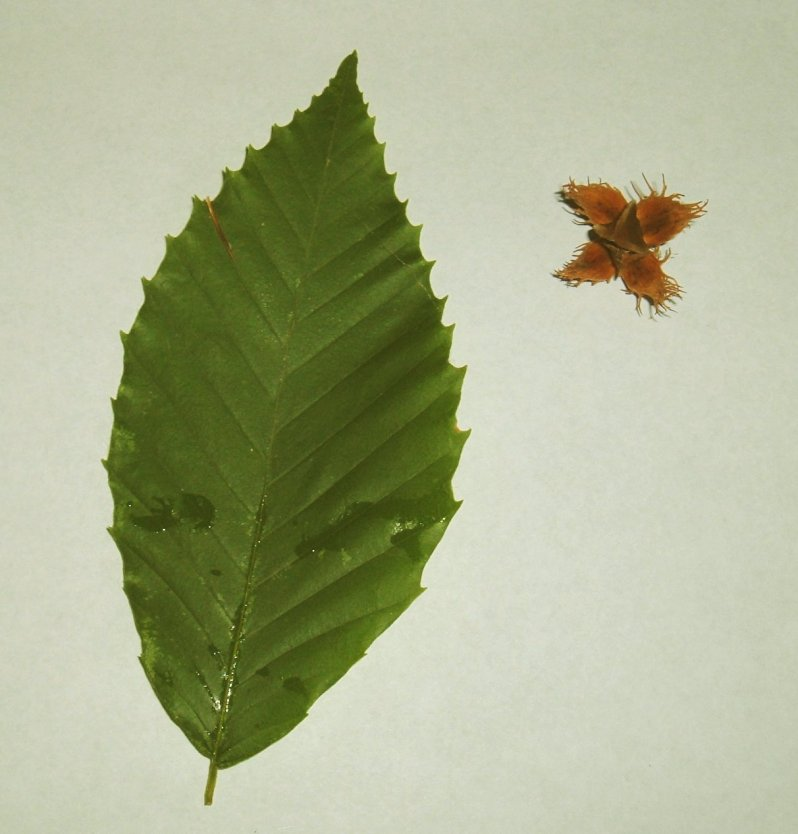
アメリカブナの葉と果実